# Mammillaria guillauminiana
Mammillaria guillauminiana är en kaktusväxtart som beskrevs av Curt Backeberg. Mammillaria guillauminiana ingår i släktet Mammillaria och familjen kaktusväxter. Inga underarter finns listade i Catalogue of Life.

## Bildgalleri

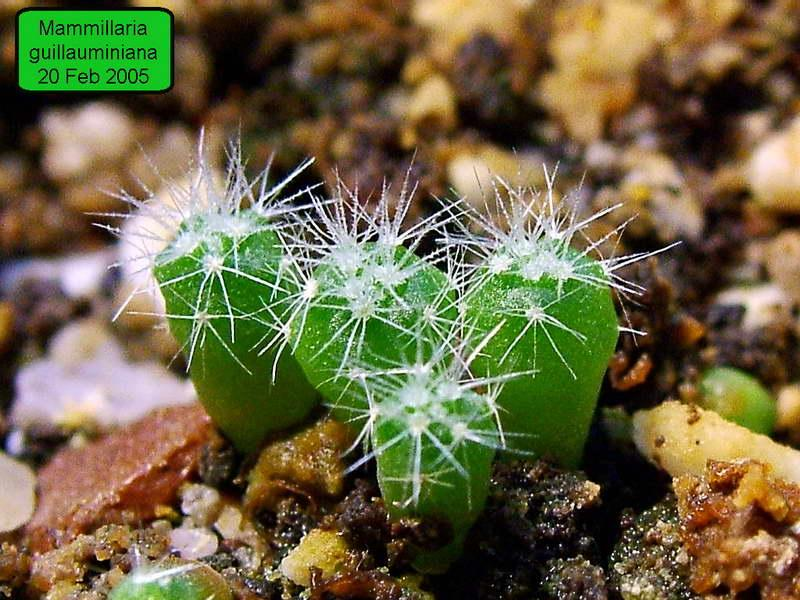